# Magnolia vrieseana
Magnolia vrieseana este o specie de plante din genul Magnolia, familia Magnoliaceae. A fost descrisă pentru prima dată de Friedrich Anton Wilhelm Miquel, și a primit numele actual de la Henri Ernest Baillon och Jean Baptiste Louis Pierre. Conform Catalogue of Life specia Magnolia vrieseana nu are subspecii cunoscute.